# RAB40C
RAB40C (англ. RAB40C, member RAS oncogene family) – білок, який кодується однойменним геном, розташованим у людей на 16-й хромосомі. Довжина поліпептидного ланцюга білка становить 281 амінокислот, а молекулярна маса — 31 304.
| 10         |  | 20         |  | 30         |  | 40         |  | 50         |
| ---------- |  | ---------- |  | ---------- |  | ---------- |  | ---------- |
| MGSQGSPVKS |  | YDYLLKFLLV |  | GDSDVGKGEI |  | LESLQDGAAE |  | SPYAYSNGID |
| YKTTTILLDG |  | RRVKLELWDT |  | SGQGRFCTIF |  | RSYSRGAQGI |  | LLVYDITNRW |
| SFDGIDRWIK |  | EIDEHAPGVP |  | RILVGNRLHL |  | AFKRQVPTEQ |  | ARAYAEKNCM |
| TFFEVSPLCN |  | FNVIESFTEL |  | SRIVLMRHGM |  | EKIWRPNRVF |  | SLQDLCCRAI |
| VSCTPVHLID |  | KLPLPVTIKS |  | HLKSFSMANG |  | MNAVMMHGRS |  | YSLASGAGGG |
| GSKGNSLKRS |  | KSIRPPQSPP |  | QNCSRSNCKI |  | S          |  |            |

A: Аланін

C: Цистеїн

D: Аспарагінова кислота

E: Глутамінова кислота

F: Фенілаланін

G: Гліцин

H: Гістидин

I: Ізолейцин

K: Лізин

L: Лейцин

M: Метіонін

N: Аспарагін

P: Пролін

Q: Глутамін

R: Аргінін

S: Серин

T: Треонін

V: Валін

W: Триптофан

Кодований геном білок за функцією належить до ліпопротеїнів. 
Задіяний у таких біологічних процесах, як убіквітинування білків, альтернативний сплайсинг. 
Білок має сайт для зв'язування з нуклеотидами, ГТФ. 
Локалізований у клітинній мембрані, мембрані.